# Port lotniczy Arequipa-Rodriguez Ballón
Port lotniczy Arequipa-Rodriguez Ballón – międzynarodowy port lotniczy zlokalizowany w peruwiańskim mieście Arequipa.

## Linie lotnicze i połączenia
- LAN Airlines
  - LAN Perú (Juliaca, Lima)